# 용호쌍권
"용호쌍권"(The War Between Dragon and Tiger)은 한국에서 제작된 최동준 감독의 1985년 영화이다. 왕룡 등이 주연으로 출연하였고 김화식 등이 제작에 참여하였다.

## 출연

### 주연
- 왕룡
- 최성식
- 김영일
- 이은숙

## 기타
- 조명: 손한수
- 녹음: 김성찬
- 미술: 김유준